# 신도유
신도 유(申屠臾, ? ~ ?)는 전한 중기의 관료로, 양국 사람이다. 승상 신도가의 증손이다.

## 행적
원수 2년(기원전 121년), 청안후(淸安侯)에 봉해져, 아버지 신도거병을 끝으로 끊겨 있었던 가문의 작위를 이었다.
원정 원년(기원전 116년), 구강태수 재임 중 전임 관리가 보낸 선물을 받은 죄로 작위가 박탈되었다.

## 출전
- 사마천, 《사기》
  - 권19 혜경간후자연표
  - 권96 장승상열전
- 반고, 《한서》
  - 권16 고혜고후문공신표
  - 권42 장주조임신도전

| 선대 (첫 봉건) | 전한의 청안후 기원전 121년 ~ 기원전 116년 | 후대 (봉국 폐지) |